# 漢密爾頓公爵
漢密爾頓公爵（英語：Duke of Hamilton）是一個蘇格蘭貴族爵位，於1643年冊封。名稱來自於南拉納克郡的漢密爾頓。

## 歷史
漢密爾頓氏族是蘇格蘭低地的一個氏族，自十三世紀起即擁有卡德索城堡（Cadzow Castle）。1474年，第一代漢密爾頓勳爵詹姆斯·漢密爾頓迎娶蘇格蘭公主瑪麗·史都華，他們的兒子成為了阿倫伯爵（Earl of Arran）。第二代伯爵，詹姆斯·漢密爾頓，在女王瑪麗一世在位初期出任蘇格蘭攝政，藉由安排瑪麗一世與法國王太子的婚姻獲封法國爵位，沙泰勒羅公爵（Duc de Châtellerault）。
沙泰勒羅公爵之子，約翰·漢密爾頓（John Hamilton），在1599年獲封為漢密爾頓侯爵（Marquess of Hamilton），他的孫子詹姆斯·漢密爾頓在1643年進一步晉升為漢密爾頓公爵。他的女兒安妮·漢密爾頓（Anne Hamilton）與道格拉斯氏族的塞爾科克伯爵威廉·道格拉斯結婚，他們的長子第四代漢密爾頓公爵詹姆斯·漢密爾頓在1711年獲封大不列顛貴族爵位中的布蘭登公爵（Duke of Brandon）。自第十二代公爵起使用道格拉斯-漢密爾頓（Douglas-Hamilton）姓氏。現任公爵是亞歷山大·道格拉斯-漢密爾頓，第十六代漢密爾頓公爵、第十三代布蘭登公爵。

## 歷代公爵
- 第一代漢密爾頓公爵詹姆斯·漢密爾頓
- 第二代漢密爾頓公爵威廉·漢密爾頓（英语：William Hamilton, 2nd Duke of Hamilton）
- 第三代漢密爾頓女公爵安妮·漢密爾頓（英语：Anne Hamilton, 3rd Duchess of Hamilton）
- 第四代漢密爾頓公爵詹姆斯·漢密爾頓
- 第五代漢密爾頓公爵詹姆斯·漢密爾頓（英语：James Hamilton, 5th Duke of Hamilton）
- 第六代漢密爾頓公爵詹姆斯·漢密爾頓（英语：James Hamilton, 6th Duke of Hamilton）
- 第七代漢密爾頓公爵詹姆斯·漢密爾頓（英语：James Hamilton, 7th Duke of Hamilton）
- 第八代漢密爾頓公爵道格拉斯·漢密爾頓（英语：Douglas Hamilton, 8th Duke of Hamilton）
- 第九代漢密爾頓公爵亞契波德·漢密爾頓（英语：Archibald Hamilton, 9th Duke of Hamilton）
- 第十代漢密爾頓公爵亞歷山大·漢密爾頓（英语：Alexander Hamilton, 10th Duke of Hamilton）
- 第十一代漢密爾頓公爵威廉·漢密爾頓
- 第十二代漢密爾頓公爵威廉·道格拉斯-漢密爾頓（英语：William Douglas-Hamilton, 12th Duke of Hamilton）
- 第十三代漢密爾頓公爵艾佛列·道格拉斯-漢密爾頓（英语：Alfred Douglas-Hamilton, 13th Duke of Hamilton）
- 第十四代漢密爾頓公爵道格拉斯·道格拉斯-漢密爾頓（英语：Douglas Douglas-Hamilton, 14th Duke of Hamilton）
- 第十五代漢密爾頓公爵安格斯·道格拉斯-漢密爾頓（英语：Angus Douglas-Hamilton, 15th Duke of Hamilton）
- 第十六代漢密爾頓公爵亞歷山大·道格拉斯-漢密爾頓（現任）